# Nationalistes espagnols
Ne doit pas être confondu avec nationalisme espagnol.
Le terme de nationalistes espagnols désigne les membres du « camp nationaliste » (bando nacional en espagnol), nom que se donnaient eux-mêmes les insurgés et les forces insurgées après le soulèvement du 18 juillet 1936 contre la république espagnole, durant la guerre d'Espagne. Cette dénomination s'opposait à celle de « camp républicain » qui désigne les forces loyales au gouvernement de la république.
Les nationalistes furent fréquemment désignés, à partir de 1937 surtout, sous le nom de « franquistes », du nom de Francisco Franco, dirigeant politique et militaire. Les républicains eux-mêmes usèrent pour désigner les nationalistes des termes de « fascistes », « factieux », « oppresseurs », « séditieux ». Le terme de « nazis » fut même employé, à la suite du soutien allemand.
Dans l'historiographie espagnole actuelle, le terme de bando sublevado, le « camp soulevé/insurgé », qui désigne le soulèvement militaire du 17 et 18 juillet 1936, est désormais couramment employé.

## Histoire

### Réunion des putschistes et soulèvement militaire

Drapeau de la Seconde République espagnole, utilisé par le camp nationaliste jusqu'au 29 août 1936. Il est abandonné au profit du drapeau bicolore.

Emilio Mola prit en charge la préparation d'un coup d’État anti-républicain, s'appuyant sur l'autorité du lieutenant-général José Sanjurjo, alors exilé au Portugal. Il étendit son réseau dans les garnisons avec l'aide de l'Union militaire espagnole (UME), une société militaire de droite. Il réussit à rallier des militaires mécontents du régime, comme José Sanjurjo, Manuel Goded et Joaquín Fanjul, mais aussi une paire de généraux républicains, Gonzalo Queipo de Llano et Miguel Cabanellas. Malgré les réticences de Francisco Franco, Mola parvint finalement à le convaincre.
Les conjurés prirent le temps d'obtenir l'appui de l'ensemble des phalangistes et des mouvements conservateurs et catholiques, en particulier les carlistes, qui souhaitent encore un retour de la monarchie. Ils planifièrent le déclenchement du coup d'État à la mi-juillet, entre le 10 et le 20. Le coup d'État devait être mené par un directoire militaire (Directorio militar), placé sous la tutelle de Sanjurjo, même si Mola restait véritablement à la tête du mouvement.
Finalement, la date de l'insurrection fut fixée au 17 juillet 1936 au Maroc et au 18 pour le reste de l'Espagne. Le général Mola voulait une action extrêmement rapide et violente, mais au 20 juillet, le camp des conjurés avait partiellement échoué, car il n'était pas parvenu à s'emparer totalement du pouvoir. De plus, le 20 juillet, Sanjurjo se tua dans le crash de l'avion qui devait le ramener en Espagne pour prendre le commandement militaire de l'insurrection : l'avion était trop chargé en bagages car, en dépit des avertissements du pilote Juan Antonio Ansaldo, il avait tenu à emporter toutes ses tenues militaires. Le camp nationaliste dut alors se trouver une nouvelle direction : les chefs du mouvement décidèrent d'en assumer de façon collégiale la direction, par un Conseil national de défense (Junta de Defensa Nacional).

### Période de laJunta de Defensa Nacional(24 juillet-1eroctobre 1936)

Drapeau utilisé par le camp nationaliste entre 1936 et 1938. Il est adopté par décret le 29 août 1936, en remplacement du drapeau tricolore de la République.

La Junta de Defensa Nacional se composait d'un président, le général de division Miguel Cabanellas, et de six membres, le général de division Andrés Saliquet, les généraux de brigade Emilio Mola, Miguel Ponte y Manso de Zúñiga et Fidel Dávila Arrondo, et les colonels Federico Montaner Canet et Fernando Moreno Calderón (es).
Ce Conseil fut installé à Burgos, ce qui justifia l'appellation de la ville comme « capitale » de l'Espagne nationaliste. Deux semaines plus tard, le président du Conseil confirma par décret du Conseil le remplacement du drapeau tricolore de la République (rouge, or, violet) par le drapeau bicolore (rouge et or), utilisé depuis le XVIIIe siècle comme drapeau officiel jusqu'à l'établissement de la République.
Le 21 septembre 1936 eut lieu à Salamanque une réunion afin d'établir un commandement militaire unique, dans le but d'éviter les frictions qui avaient pu avoir lieu durant les mois précédents. Malgré l'opposition de Cabanellas, Francisco Franco fut élu comme chef de l'État et Généralissime des armées (Generalísimo de los Ejércitos). Franco était alors chargé du commandement des unités de l'armée d'Afrique, qui avait été transportée dans la péninsule dans les premiers jours de l'insurrection. Il bénéficiait du rôle primordial que jouaient les unités de regulares et de légionnaires dans les forces nationalistes. Il obtint donc aisément le commandement unique sur l'ensemble de l'armée. Cette décision fut officialisée le 12 septembre, par une résolution lui confiant la direction de l'État. Il obtint le grade de « généralissime » quelques jours plus tard, le 29 septembre. Le tout fut célébré lors d'un défilé militaire à Burgos le 1er octobre. Le même jour, le bulletin officiel de l'État publia un décret par lequel Franco dissolvait la Junta de Defensa Nacional.

### Direction de Franco (1eroctobre 1936-1eravril 1939)

Drapeau utilisé par le camp nationaliste entre 1938 et 1945. Il est adopté par décret le 2 février 1938.

La Junta de Defensa Nacional une fois dissoute, Franco la remplaça immédiatement par un « Conseil technique de l'État » (Junta Técnica del Estado). Ce nouveau Conseil recevait les pouvoirs nécessaires à l'application des ordres du chef de l'État et était donc totalement soumis aux ordres de Franco lui-même. Ce conseil resta présidé par le général Fidel Dávila jusqu'au 30 janvier 1938. Il fut alors remplacé par Francisco Gómez-Jordana Sousa.
Franco était responsable seulement « devant Dieu et la nation ». Il prit le nom de Caudillo (« guide » en espagnol, sur le même modèle que les surnoms de Führer en Allemagne ou Duce en Italie). Son image se répandit largement, au point que les nationalistes furent largement connus sous le nom de « franquistes ».
Peu à peu commence à se mettre en place l'État franquiste qui perdurera jusqu'à la mort de Franco en 1975 :
- contrôle des travailleurs et des moyens de production, par le Fuero del Trabajo (« Charte du Travail »), première des huit lois fondamentales du franquisme, promulguée le 9 mars 1938. Ce texte, influencé par la Phalange, réglemente notamment la journée de travail et le temps de repos, mais crée également des syndicats verticaux qui regroupent à la fois les ouvriers et les patrons, tous deux soumis aux décisions de l'État ;
- interdiction des partis : seul le Mouvement national est autorisé à partir de 1937, qui fusionne la Phalange traditionaliste et de las J.O.N.S. (FET-JONS) et différents groupuscules de droite. Parmi ces groupuscules et partis de droite aux différentes tendances idéologiques et sociologiques, on distingue des anticommunistes, des « petits bourgeois », des fascistes, des conservateurs, des réactionnaires, des nationalistes, des conservateurs-libéraux, des démocrates-chrétiens, des carlistes, des monarchistes ou encore des républicains conservateurs.

Surtout, Franco préside son bureau politique et nomme environ le quart des membres de son conseil national, s'appropriant ainsi le pouvoir et l'autorité réels dans le Movimiento.
- censure de la presse : la loi sur la presse de 1938, rédigée par le ministre de la Presse et de la Propagande Ramón Serrano Súñer, établit une censure préalable à toute publication, et contrôle l'encadrement des journalistes, avec notamment la création de l'agence EFE. Seule la presse dépendant directement de l'Église catholique échappe au contrôle de cette censure.

## Composition du camp nationaliste

### Un camp peu unifié idéologiquement

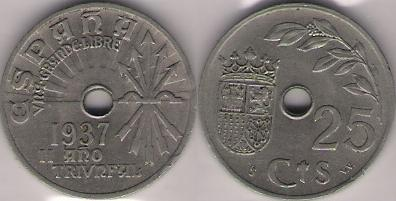
Image d'une pièce de monnaie de 25 centimes datant de 1937, frappée par la faction nationaliste : on y reconnaît les symboles classiques.

Depuis avril 1937 (date de dissolution des partis politiques), la Falange Española Tradicionalista y de las Juntas de Ofensiva Nacional Sindicalista (FET-JONS) et différents groupuscules de droite sont regroupés au sein d'un parti unique et unificateur, le Movimiento, pour permettre à Francisco Franco de s'approprier le pouvoir : le Movimiento Nacional est d'ailleurs le seul parti autorisé en Espagne à partir de cette date.
Le camp nationaliste reste néanmoins un conglomérat de partis et d'organisations diverses : des républicains conservateurs comme à la CEDA, des catholiques, des phalangistes, des anticommunistes, des monarchistes ou des carlistes. Leurs idéologies peuvent d'ailleurs être concurrentes, voire franchement opposées.
Leur caractéristique commune est l'attachement à une Espagne traditionaliste fondée sur la religion catholique. Elle doit beaucoup à la Phalange, fondée en 1933 par José Antonio Primo de Rivera dans la mouvance du fascisme italien, qui se présente comme une relecture de la pensée traditionaliste. D'autres apports complètent cette « idéologie franquiste », comme l'évocation mythique d'un passé glorieux, l'esprit de Reconquista des Rois catholiques, le réflexe anti-libéral hérité de l'absolutisme de Ferdinand VII ou encore l'hostilité viscérale inspirée au Caudillo par le marxisme, la libre pensée et la franc-maçonnerie. L'influence de la Phalange est déterminante au cours du conflit, bien que le radicalisme sincère de ses premiers dirigeants disparaît avec eux dans les combats.
Vers la fin de la guerre civile, la Phalange est progressivement écartée du pouvoir au profit de l’Église catholique. Le franquisme s'oriente ainsi davantage encore vers le cléricalisme et l’Église catholique d’Espagne devient étroitement liée au pouvoir. Le clergé dénonce régulièrement ses paroissiens restés fidèles aux idées républicaines ou communistes auprès des tribunaux franquistes et fournit même du personnel aux établissements pénitentiaires, notamment les prisons pour femmes et les maisons de correction.

### Groupes politiques

#### CEDA

Drapeau de la Confédération espagnole des droites autonomes.

La CEDA, fondée le 28 février 1933 par José María Gil-Robles et Ángel Herrera Oria, rassemblait plusieurs petits partis de droite ou conservateurs comme Acción Popular et Acción Católica. Clérical et conservateur, la CEDA rassemblait un large éventail du spectre politique de la droite, des chrétiens démocrates aux fascistes en passant par les monarchistes. Les membres de sa ligue de jeunesse, Juventudes de Acción Popular (JAP), étaient dès avant 1936, très impliqués dans les combats de rue contre les socialistes et les anarchistes.
Lors des premiers jours de la guerre, la plupart des membres de la CEDA rejoignirent les rebelles alors que leurs bastions électoraux du Centre et du Nord tombaient rapidement dans l'escarcelle des nationalistes. En avril 1937, la CEDA fut dissoute en zone nationaliste.

### Forces militaires

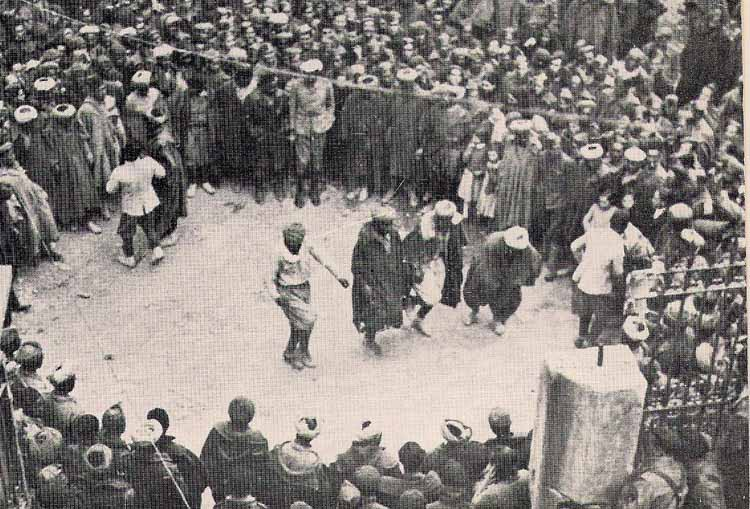
Soldats de l'armée d'Afrique à Rubielos de Mora, dans la province de Teruel (1938).

L'armée d'Afrique, composée de la légion et des regulares, joua un rôle clef durant la guerre civile espagnole. Le Maroc espagnol rejoignit le camp des militaires soulevés dès les premiers jours de la rébellion sans qu'ils rencontrent quelque résistance. Le 18 juillet, le général Franco, arrivé des îles Canaries, prit le commandement suprême de l'armée d'Afrique.
La première difficulté fut de transporter l'armée d'Afrique vers la péninsule Ibérique et donc lui faire traverser le détroit de Gibraltar. Franco acheta des avions italiens et allemands, afin d'établir un pont aérien reliant le Maroc à Séville. Au mois d'août, il lança un convoi naval à partir de Ceuta, forçant ainsi le blocus établi par la République. Il réussit ainsi à transporter 23 400 hommes. Après avoir débarqué en Espagne, l'armée d'Afrique fut divisée en deux colonnes, l'une commandée par le général José Enrique Varela, l'autre par le colonel Juan Yagüe :
- Yagüe avança vers le nord et remonta rapidement vers Mérida, qu'il enleva le 10 août 1936, puis Badajoz (14 août 1936). Il obliqua alors vers Madrid ;
- Varela quant à lui se dirigea vers l'est. Il entra en Andalousie et s'empara des principales villes : Séville, Grenade et Cordoue.

Grâce à l'avancée de l'armée d'Afrique, c'est presque tout l'ouest de l'Espagne qui fut soumis aux nationalistes à la fin du mois de septembre 1936. Au début de 1937, les forces de l'armée d'Afrique avaient crû jusqu'à 60 000 hommes. La légion et les regulares devinrent des unités d'élite dans les rangs de l'armée nationaliste. Elle fut impliquée dans la plupart des grands combats de l'armée nationaliste.

## Soutien étranger
En juillet 1936, au début de la guerre civile, la plupart des troupes d'élite nationalistes étaient concentrées et bloquées au Maroc espagnol et sur les îles Canaries. De plus, la marine et l'armée de l'air restaient assez largement fidèles au gouvernement de la République. Les nationalistes décidèrent alors de demander de l'aide : Adolf Hitler et Benito Mussolini répondirent rapidement positivement. Ils envoyèrent des avions de transport avec leurs équipages afin d'aider au transport des troupes du Maroc vers l'Espagne.
D'autres pays soutenaient également les nationalistes, en particulier l'Irlande et le Portugal, par lequel transitaient de nombreuses armes (voir Nationalisme catholique et National-catholicisme).

### Italie fasciste
L'Italie envoya des fournitures et de l'aide par bateau, déchargeant dans les ports nationalistes ou portugais. Les sous-marins italiens se chargèrent de couler les navires républicains. Un corps de volontaires issus de l'armée italienne, appelé le Corpo Truppe Voluntarie. On estime que 75 000 Italiens participèrent à la guerre, le CTV comptant jusqu'à 50 000 hommes simultanément en 1937. 6 000 d'entre moururent en Espagne durant la guerre.
| Type de matériel         | Nombre ou quantité                          |
| ------------------------ | ------------------------------------------- |
| Croiseur                 | 1                                           |
| Destroyer                | 4                                           |
| Sous-marins              | 2                                           |
| Avions de combat         | 700 (dont 377 biplans de chasse Fiat CR-32) |
| Chars légers             | 170                                         |
| Canons                   | 1 000                                       |
| Camions                  | 4 350                                       |
| Mitrailleuses            | 3 500                                       |
| Fusils-mitrailleurs      | 5 200                                       |
| Fusils                   | 220 000                                     |
| Poudre et explosifs      | 5 000 tonnes                                |
| Cartouches               | 100 millions                                |
| Projectiles d'artillerie | Plusieurs millions                          |

### Allemagne nazie
Appelée opération Feuerzauber (« opération Feu magique »), l'aide militaire allemande suivit une demande d'assistance envoyée par le général Franco. Elle fut reçue par le Führer Adolf Hitler le 22 juillet. Hitler envoya 6 000 hommes, membres de la légion Condor, régulièrement relevés : 19 000 servirent en tout, parmi lesquels des nombreux officiers qui devinrent célèbres lors de la Seconde Guerre mondiale, comme le général Hugo Sperrle ou le pilote Adolf Galland.
| Type de matériel    | Nombre ou quantité |
| ------------------- | ------------------ |
| Avions de combat    | 833                |
| Chars Panzer I      | environ 120        |
| Canons              | 600                |
| Mitrailleuses       | 5 000              |
| Fusils-mitrailleurs | 5 000              |
| Fusils              | 200 000            |

### Vatican
Au déclenchement de la guerre, le Vatican se garda de soutenir quelque camp que ce soit. Les nationalistes basques, soutiens de la République dès le premier jour, étaient en effet des catholiques fervents. Mais peu à peu, les positions évoluèrent, en particulier à cause des mesures anticléricales et de la violence de certains républicains. En 1938, le Vatican reconnut officiellement le camp franquiste comme seul représentant de l'État espagnol. Les catholiques espagnols furent dissuadés de soutenir la République.